# 로날드 마타리타
로날드 알베르토 마타리타 울라테(스페인어: Rónald Alberto Matarrita Ulate, 1994년 7월 9일 ~ )는 코스타리카의 축구 선수로 포지션은 레프트 백, 윙어이다. 현재 수페르리가 엘라다의 클럽인 아리스에서 활약하고 있다.